# Нівиська (Підкарпатське воєводство)
Нівиська (пол. Niwiska) — село в Польщі, у гміні Нівіська Кольбушовського повіту Підкарпатського воєводства.
Населення — 1573 особи (2011).

## Демографія
Демографічна структура станом на 31 березня 2011 року:
|          | Загалом | Допрацездатний вік | Працездатний вік | Постпрацездатний вік |
| -------- | ------- | ------------------ | ---------------- | -------------------- |
| Чоловіки | 790     | 192                | 521              | 77                   |
| Жінки    | 783     | 157                | 462              | 164                  |
| Разом    | 1573    | 349                | 983              | 241                  |